# 川口知哉
川口 知哉（かわぐち ともや、1979年〈昭和54年〉8月25日 - ）は、京都府城陽市出身の元プロ野球選手（投手、左投左打）・コーチ・監督。

## 来歴

### プロ入り前
平安高校3年生時の1997年、第69回選抜高等学校野球大会と第79回全国高等学校野球選手権大会にエース兼4番打者として出場。選抜大会はベスト8、選手権大会は決勝で智辯学園和歌山高校に3-6で敗れ準優勝だった。なお、この選手権大会で投げた全投球数「820球」は、1大会としては第88回全国選手権大会における早稲田実業の斎藤佑樹（948球）と、第100回全国選手権大会における金足農業高校の吉田輝星（881球）に次ぐ記録。
最高球速140 km/h台の直球と落差の大きいカーブを武器に当時「西のドクターK」と呼ばれ、甲子園未出場ながら「東のドクターK」として著名な選手であった水戸商業高校の井川慶、鳥取城北高校の能見篤史と並んで「高校生左腕三羽ガラス」と呼ばれた。全国大会での実績、実力とビッグマウスぶりから注目度はNo.1であった。
同年のドラフト会議にてオリックス・ブルーウェーブ、近鉄バファローズ、ヤクルトスワローズ、横浜ベイスターズの4球団から1位指名を受け、抽選の結果、希望通りオリックスへの入団が決まった。

### プロ入り後
プロ入り後は故障や制球難に苦しみ、制球難克服の為に毎年のようにフォーム改造に挑んだが成果は上がらなかった。1年目の1998年は一軍登板はなく、二軍（ウエスタン・リーグ）での登板のみにとどまった。1999年10月に一軍初登板を果たしたが、以降は二軍生活が続いた。
2001年8月4日に開催されたウ・リーグの対広島東洋カープ戦で1試合6暴投のリーグ新記録、8月29日の同リーグの対阪神タイガース戦では1試合15与四球、7連続与四球のリーグ記録を作った。この試合でも3暴投を記録し、リーグ新記録のシーズン14暴投となった。
2002年と2003年は一軍での登板機会が与えられたが活躍できず、2004年10月7日に戦力外通告を受けた。同年の12球団合同トライアウトを受験するも不合格となり、現役を引退。
なお本人は、プロ入り後に低迷した原因は、1年目の春に当時の投手コーチに強制されたフォーム改造であるとインタビューに答えている。軸足の独特な使い方を問題視され、本人は改造を一度は断ったものの認めてもらえず、「プロの人が言うのだから」と渋々フォーム改造を受け入れたが、結局身体に合わずフォームがバラバラになってしまったという。

### 引退後
京都府内で住宅の外装関係の職種に就業、その傍ら少年野球などアマチュア野球の指導にも参加している。引退の前年に歯科技工士の女性と結婚、引退直後に生まれた子供が1人いる。
2010年から2012年まで日本女子プロ野球機構の京都アストドリームスのコーチを、2013年から2014年までサウス・ディオーネ（兵庫スイングスマイリーズから改称）の監督、2015年は日本女子プロ野球リーグの4チーム統括ヘッドコーチを務めた。
2016年、兵庫ディオーネのヘッドコーチに就任。
2018年、京都フローラの監督に就任し、リーグ優勝を果たした。
2021年5月に学生野球資格を回復。
2022年4月1日付で母校の龍谷大平安高校に職員として勤務を行いながら、野球部のコーチに就任。恩師でもある監督の原田英彦が退職した2025年3月には監督代行を務めた。その後同年4月1日付で同校の監督に就任。

## ビッグマウス
インタビューでのビッグマウスぶりは有名であった。特に1997年夏の甲子園大会2回戦で後の阪神のリリーフエース藤川球児がいた高知商戦で完封勝利後、次の試合で「完全試合を達成します!」のインタビューは、高校野球ファンに強烈な印象を残した（結果は完投勝利。被安打6、失点2）。ただし、この発言は前の試合で「2桁奪三振と完封」を目標にしたいと記者からのインタビューに答えており、実際に達成した上で同じ質問をされたので「同じことを言うのもなあ」という思いで答えたところ、その発言が一人歩きし、以後はビッグマウスのレッテルを貼られるようになったという。
オリックス入団直後の春キャンプでも「新人王をとります」「20勝はしたい」「（背番号に関して）16ではなく、ホンマは11が欲しかった（当時11を着けていたのは、チームの重鎮である佐藤義則）」などの発言でスポーツニュースを賑わせていた。ルーキーで二軍スタートとなった際に当時の仰木彬監督に「儂はいつになったら一軍で投げさせてくれるんねん」という口調で直訴をしたこともある。成績の不振でマスコミでの露出が減っていくと、次第にビッグマウスは影を潜めていった。

## 詳細情報

### 年度別投手成績
| 年 度     | 球 団      | 登 板 | 先 発 | 完 投 | 完 封 | 無 四 球 | 勝 利 | 敗 戦 | セ 丨 ブ | ホ 丨 ル ド | 勝 率 | 打 者 | 投 球 回 | 被 安 打 | 被 本 塁 打 | 与 四 球 | 敬 遠 | 与 死 球 | 奪 三 振 | 暴 投 | ボ 丨 ク | 失 点 | 自 責 点 | 防 御 率 | W H I P |
| --------- | ---------- | ----- | ----- | ----- | ----- | -------- | ----- | ----- | -------- | ----------- | ----- | ----- | -------- | -------- | ----------- | -------- | ----- | -------- | -------- | ----- | -------- | ----- | -------- | -------- | ------- |
| 1999      | オリックス | 1     | 0     | 0     | 0     | 0        | 0     | 0     | 0        | --          | ----  | 2     | 0.1      | 0        | 0           | 1        | 0     | 0        | 0        | 0     | 0        | 1     | 1        | 27.00    | 3.00    |
| 2002      | オリックス | 7     | 1     | 0     | 0     | 0        | 0     | 1     | 0        | --          | .000  | 54    | 11.0     | 12       | 0           | 7        | 0     | 1        | 12       | 1     | 0        | 5     | 3        | 2.45     | 1.73    |
| 2003      | オリックス | 1     | 0     | 0     | 0     | 0        | 0     | 0     | 0        | --          | ----  | 5     | 0.2      | 2        | 0           | 1        | 0     | 0        | 2        | 0     | 0        | 1     | 1        | 13.50    | 4.50    |
| 通算：3年 | 通算：3年  | 9     | 1     | 0     | 0     | 0        | 0     | 1     | 0        | --          | .000  | 61    | 12.0     | 14       | 0           | 9        | 0     | 1        | 14       | 1     | 0        | 7     | 5        | 3.75     | 1.92    |

### 記録
- 初登板：1999年10月11日　対千葉ロッテマリーンズ26回戦（グリーンスタジアム神戸）、8回表に3番手で救援登板、1/3回を1失点
- 初奪三振：2002年9月24日、対西武ライオンズ25回戦（グリーンスタジアム神戸）、9回表に大島裕行から
- 初先発：2002年9月27日　対千葉ロッテマリーンズ24回戦（千葉マリンスタジアム）、4回3失点で敗戦投手

### 背番号
- 16（1998年 - 2003年）
- 68（2004年）
- 71（2010年 - 2013年）
- 50（2014年、2018年 - 2020年）
- 51（2016年 - 2017年）